# 先进极高频通信卫星
先進極高頻通信衛星(AEHF/Advanced Extremely High Frequency)，是美國太空部隊(United States Space Force)操作的一系列安全通信衛星, 它們用於美國武裝部隊，英國武裝部隊，加拿大武裝部隊，荷蘭皇家武裝部隊和澳大利亞國防軍。該系統將由地球靜止軌道上的六顆衛星組成。最終衛星于2020年3月26日發射升空。AEHF向後兼容並將取代舊的Milstar系統，並將在44 GHz上行鏈路（EHF頻段）和20 GHz下行鏈路（SHF頻段）上運行。 AEHF通信系統，將為高度優先的地面軍事，海洋軍事和空中軍事提供可長存的，全球的，安全的，受保護的和抗干擾的通信。

## 總覽
AEHF衛星使用許多指向地球的窄點波束來與用戶之間的通信。 衛星之間的交叉鏈接使它們可以直接通信，而不是通過地面站。 這些衛星設計
在提供具有低竊聽概率的抗干擾通信。 它們結合了跳頻無線電技術以及相匹配的陣列天線，這些天線可以適應其輻射方向圖，以阻止潛在的干擾風險。
AEHF合併了現有的Milstar低數據速率和中數據速率信號，分別提供75–2400 bit / s 和 4.8 kbit / s – 1.544 Mbit / s。 它還合併了一個新數據信號，允許數據速率高達8.192 Mbit / s。完成後，AEHF系統的空間部分將由六顆衛星組成，這些衛星將覆蓋北緯65°和南緯65°的地球表面。 對於北極地區，增強型極地系統(Enhanced Polar System )可作為AEHF的輔助設備，以提供輔助EHF覆蓋。

## 衛星型號

### AEHF-1 (USA-214)
第一顆衛星USA-214,是由Atlas V 531火箭於2010年8月14日在卡納維拉爾角空軍基地41號航天發射場成功發射。

### AEHF-2 (USA-235)
像第一枚AEHF衛星一樣，第二枚（AEHF-2）也以 531 配置在Atlas V上發射。 2012年5月4日，在卡納維拉爾角的第41號航天發射場發射升空。

### AEHF-3 (USA-246)
第三枚AEHF衛星于2013年9月18日世界標準時間08:10從卡納維拉爾角發射升空。

### AEHF-4 (USA 288)
第4枚AEHF衛星于2018年10月17日,世界標準時間04:15,從卡納維拉爾角使用聯合發射聯盟阿特拉斯V( United Launch Alliance Atlas V )火箭發射。

### AEHF-5 (USA-292)
第五枚AEHF衛星于2019年8月8日世界標準時間10:13從卡納維拉爾角發射，使用聯合發射同盟阿特拉斯V火箭。

### AEHF-6 (USA-298)
第六枚AEHF衛星于2020年3月26日UTC發射，由Atlas V 551變體火箭(Atlas V, 551 variant rocket)從卡納維拉爾角空軍基地SLC-41發射。 這是自建立新美國太空部隊的首次發射。